# Leandro Rocha
Leandro Franco da Rocha (São Paulo, 3 de septiembre de 1986), más conocido como “Gee Rocha”, es guitarrista de la banda brasileña NX Zero. En el comienzo, cuando la banda aún era un trío de poder, Gee era el bajista. Pasando el tiempo la banda fue concretándose hasta llegar a la formación que tiene hoy con cinco integrantes. Actualmente Gee es el  guitarrista y la segunda voz de la banda.
Antes de tocar en NX Zero él tocó en la banda Glória, banda de screamo consagrada  en el escenario underground brasileño.
Compuso tres canciones propias; "18 anos" que el creó para su exnovia Ana Carolina Favano,  "Larissa" y "Isabela", y compone junto a los otros integrantes de Nx Zero la mayoría de las canciones de la banda.
La canción “Cedo ou Tarde” que fue creada en 10 minutos por Gee y Diego Ferrero fue hecha en homenaje a su padre, que falleció cuando el apenas tenía dos años, durante un asalto que ocurrió en la propia residencia del guitarrista.

## Discografía
CD
- (2004) Diálogo?
- (2006) Nxzero
- (2008) Ágora
- (2009) Sete Chaves

DVD
- 2007 - MTV ao Vivo - 5 Bandas de Rock
- 2008 - 62 mil horas até aqui

- Datos: Q10288616